# WISE 1534-1043
WISE 1534–1043 (WISEA J153429.75-104303.3 lub Przypadek) – chłodny brązowy karzeł typu widmowego Y o temperaturze poniżej 450 K w gwiazdozbiorze Wagi. Jest oddalony od Układu Słonecznego o około 53 lata świetlne.

Chłodne brązowe karły są bardzo trudne do odkrycia przez misje naziemne. WISE 1534-1043 został odkryty przypadkowo w ramach misji kosmicznego teleskopu WISE, która zarządzana jest przez NASA Jet Propulsion Laboratory w Południowej Kalifornii. Osobliwą cechą Przypadku jest jego duży ruch własny, który przekłada się na około 800 000 km/h, znacznie szybszy niż innych brązowych karłów znajdujących się w podobnej odległości od Słońca. WISE 1534-1043 charakteryzuje się bardzo niską metalicznością. Astrofizycy z Caltech w Południowej Kalifornii szacują wiek WISE 1534-1043 na około 10–13 mld lat, czyli niemal dwa razy więcej niż mediana wieku innych znanych brązowych karłów. Byłby zatem niewiele młodszy niż Droga Mleczna, która uformowała się około 13,6 mld lat temu. WISE 1534-1043 pozostaje cały czas przedmiotem dyskusji dotyczącej jego natury. 

WISE 1534-1043 w ruchu (autor: NASA/JPL-Caltech/Dan Caselden)